# 1885

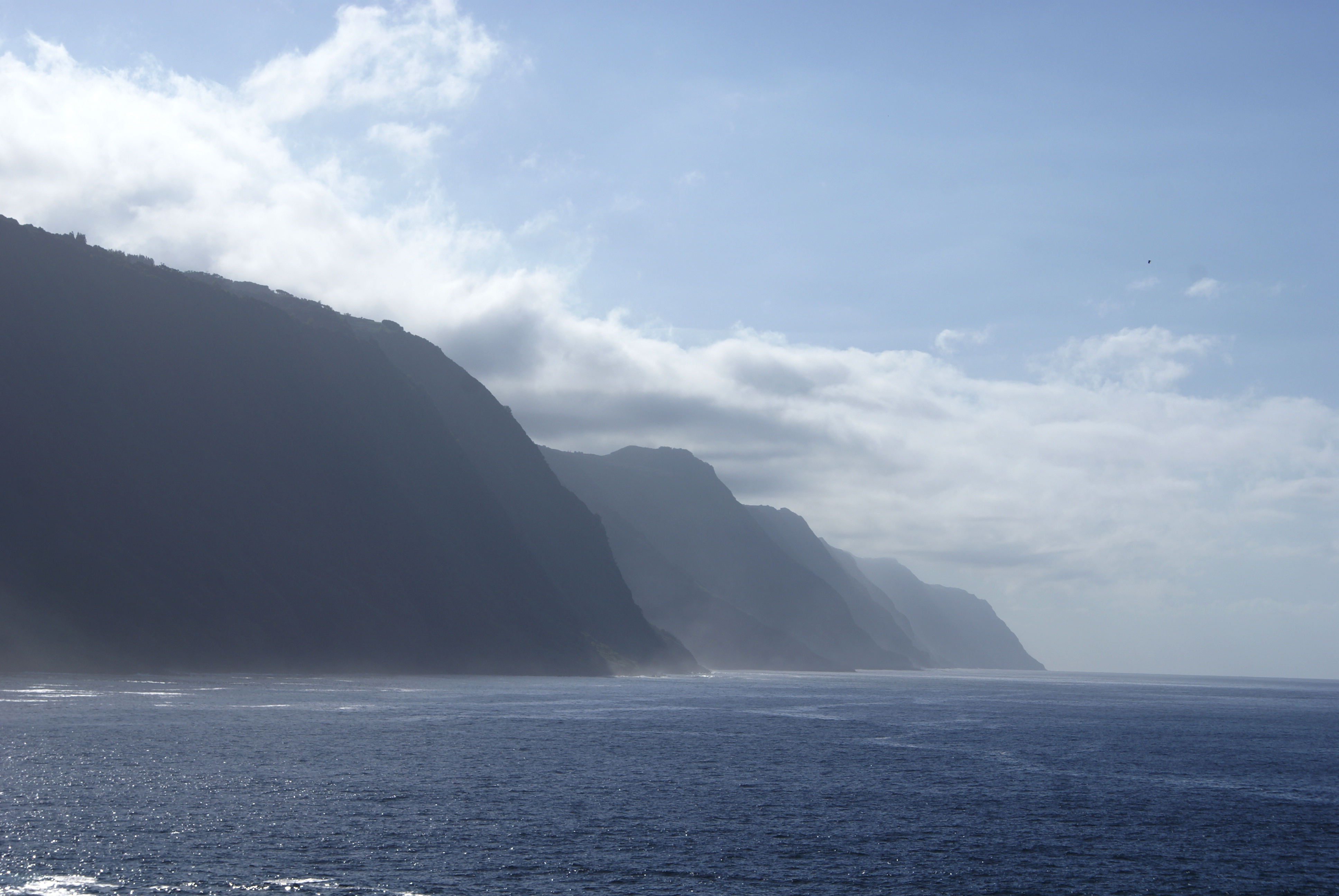
Fajã do Ouvidor, a grandiosidade das falésias, Norte Grande, Velas, ilha de São Jorge.

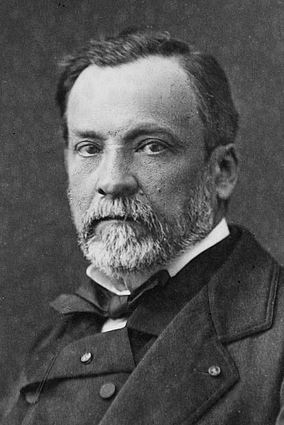
Louis Pasteur.

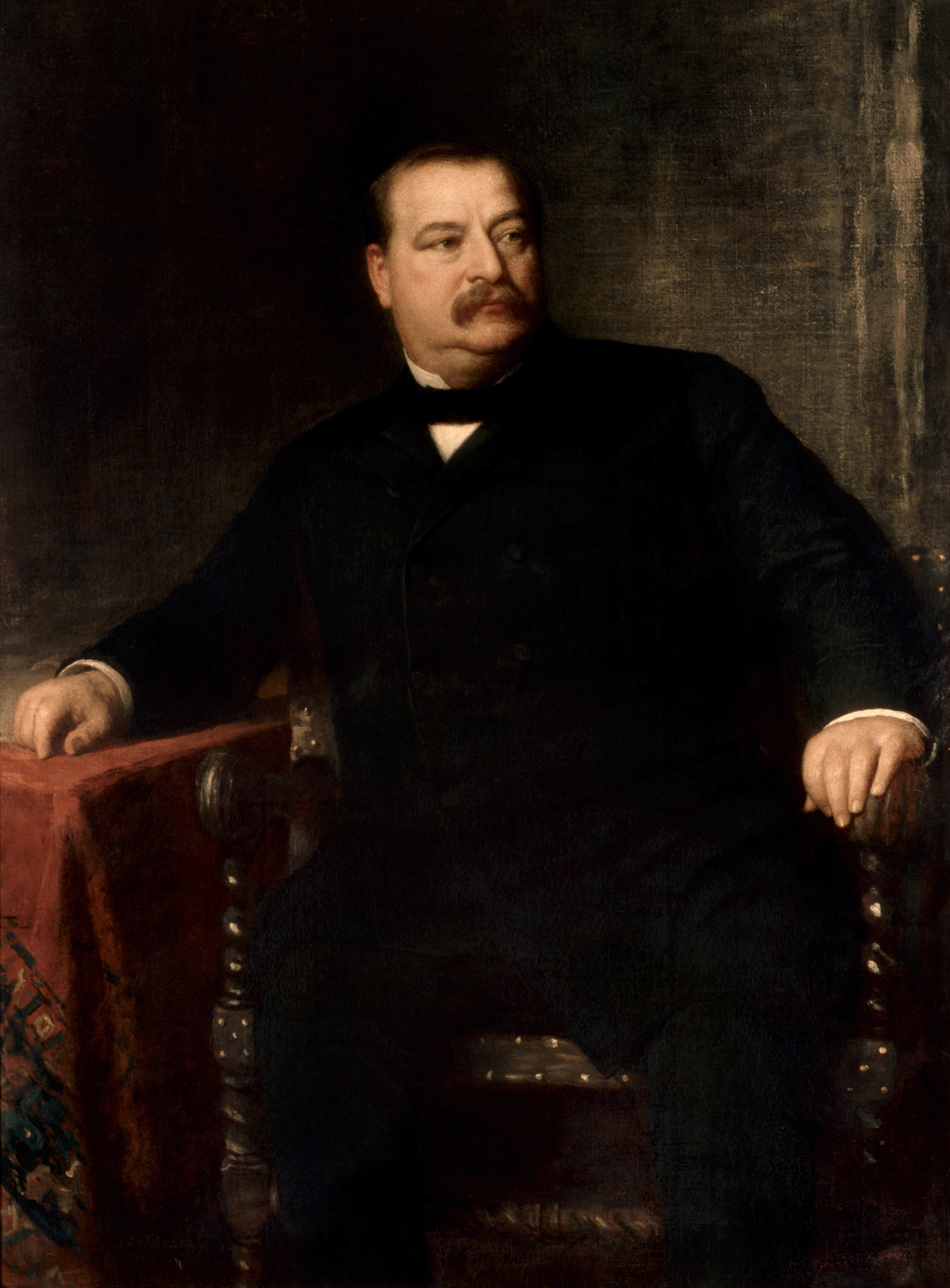
Grover Cleveland em seu primeiro retrato presidencial.

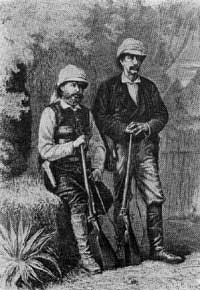
Hermenegildo Capelo e Roberto Ivens.

- Wikisource

| Calendário gregoriano                                                        | 1885 MDCCCLXXXV                      |
| Ab urbe condita                                                              | 2638                                 |
| Calendário arménio                                                           | 1334 – 1335                          |
| Calendário bahá'í                                                            | 41 – 42                              |
| Calendário budista                                                           | 2429                                 |
| Calendário chinês                                                            | 4581 – 4582 Início a 15 de fevereiro |
| Calendário copta                                                             | 1601 – 1602                          |
| Calendário etíope                                                            | 1877 – 1878                          |
| Calendários hindus - Vikram Samvat - Calendário nacional indiano - Cáli Iuga | 1940 – 1941 1806 – 1807 4985 – 4986  |
| Calendário Holoceno                                                          | 11885                                |
| Calendário islâmico                                                          | 1302 – 1304                          |
| Calendário judaico                                                           | 5645 – 5646                          |
| Calendário persa                                                             | 1263 – 1264 Início a 21 de março     |
| Calendário rúnico                                                            | 2135                                 |
| Calendário solar tailandês                                                   | 2428                                 |

1885 (MDCCCLXXXV, na numeração romana)  foi um ano comum do século XIX do actual Calendário Gregoriano, da Era de Cristo, e a sua letra dominical foi D (53 semanas), teve início a uma quinta-feira e terminou também a uma quinta-feira.
| Ano completo                        |
| ----------------------------------- |
| Ano comum com início à quinta-feira |

## Eventos
- Criação do automóvel.
- Construção da primeira bicicleta por John K Starley.
- Auer von Welsbach descobre o elemento químico Neodímio.
- A Canadian Pacific Railway é inaugurada.
- Início do reinado de Sangye Dorji, Desi Druk do Reino do Butão, reinou até 1901.
- Começa a publicar-se na cidade da Horta, ilha do Faial, "O Democrata", jornal semanário político e noticioso.
- Estabelecimento da Fábrica de Álcool de Santa Clara, ilha de São Miguel, Açores.
- Criação da Fábrica de Cerveja Especial, na ilha São Miguel.
- Registo da existência de uma edificação provisória, em madeira, no Forte de São Sebastião, levantada pelas Obras Públicas para estabelecimento de um lazareto, sendo para esse fim cedida provisoriamente ao Governo civil de Angra do Heroísmo, conforme determinado pelo Ministério da Guerra ao Comando Central dos Açores, em Oficio expedido pela 4ª Repartição do mesmo Ministério datado de 16 de Julho de 1885.
- Começa a publicar-se em Angra a "Gazeta de Notícias", de que era redactor e proprietário António Miguel da Silveira Moniz. Defendia as ideias republicanas, tendo por divisa: "Hors le bonet rouge point de salut"!
- É fundada na ilha de São Jorge a primeira companha destinada à caça ao cachalote, no Porto de Vila do Topo que passa a dar abrigo aos respectivos botes baleeiros.
- Na Fajã dos Vimes o Destacamento Fiscal de Angra do Heroísmo abre um dependência.

### Janeiro
- 1 de janeiro — Vinte e cinco nações adotam a proposta de Sandford Fleming para a hora legal (e também para os fusos horários).
- 7 de Janeiro - Publicação da 1ª edição do jornal português Novidades.[1]
- 20 de Janeiro - Inventada a primeira montanha-russa.

### Fevereiro
- 1 de fevereiro — Assinado o Tratado de Simulambuco que constituía Cabinda como território sob protetorado português.
- 15 de fevereiro – Passagem do príncipe do Mónaco (Alberto I) pela ilha do Faial, Açores.
- 20 de fevereiro - fundação do clube Bonjardim.
- 21 de fevereiro - Conclusão da construção do Monumento a Washington.
- 25 de fevereiro - A Alemanha anexa as regiões africanas do Tanganica e Zanzibar.
- 26 de fevereiro - Termina a Conferência de Berlim, na qual foi aprovada a divisão artificial do continente africano pela potências europeias - Grã-Bretanha, Bélgica, França,Portugal, Espanha, Alemanha, Austria-Hungria e  Itália -, sem representantes dos povos africanos, marcando muitas fronteiras existentes até à actualidade e que pode explicar diversos conflitos existentes até hoje entre etnias distintas. Nesse evento, a Alemanha do Chanceler Otto von Bismarck conseguiu obter regiões da África onde até então não possuía qualquer colónia ou estabelecimento.

### Março
- 4 de março - Grover Cleveland assume a Presidência dos Estados Unidos.

### Julho
- 1 de Julho — O Estado Livre do Congo é criado pelo rei Leopoldo II da Bélgica.
- 6 de Julho -  Louis Pasteur aplica com sucesso a sua vacina contra a raiva.

### Agosto
- 23 de Agosto - Fim do reinado de Gawa Zangpo, Desi Druk do Reino do Butão, reinou desde 1883.

### Setembro
- 20 de setembro - Regressam a Lisboa os exploradores portugueses Hermenegildo Brito Capelo e Roberto Ivens depois de concluída a 2ª viagem de Angola à contra-costa, missão para a qual tinham partido a 6 de Janeiro de 1884, e são recebidos triunfalmente pelo rei D. Luís.
- 28 de setembro
  - Promulgada a Lei Saraiva-Cotegipe, conhecida como Lei dos Sexagenários, que liberta os escravos no Brasil com mais de 65 anos.
  - A Lei dos Sexagenários: declarava livre os escravos com mais de 60 anos.

### Outubro
- 24 de outubro - Inauguração do Elevador da Glória em Lisboa.

### Dezembro
- 6 de Dezembro – Comemoração, em Ponta Delgada, ilha de São Miguel da travessia de África por Carlos de Brito Capelo e Roberto Ivens.

## Nascimentos
- 13 de janeiro - Manoel Amoroso Costa, matemático brasileiro (m. 1928).
- 25 de fevereiro - Alice de Battenberg, sogra da rainha Elizabete II e mãe do Duque de Edimburgo (m. 1969).
- 10 de março - Hans Luther, foi um político alemão e presidente da Alemanha em 1925 (m. 1862).[2]
- 23 de Março - Roque González Garza, presidente interino do México em 1915 (m. 1962).
- 12 de abril - Delaunay, Robert, pintor francês abstraccionista.
- 7 de maio - Gabby Hayes, ator americano (m. 1969).
- 20 de maio - Karl M. Baer, autor assistente social, reformador, sufragista e sionista alemão-israelense (m. 1956).
- 4 de junho - Arturo Rawson, presidente da Argentina em 1943 (m. 1952).
- 27 de junho - Pierre Montet, egiptólogo francês (m. 1966).
- 1 de Julho - Dorothea Mackellar, escritora australiana (m. 1968).
- 7 de Outubro - Niels Bohr, físico dinamarquês.
- 11 de Novembro - George S. Patton, general estado-unidense (m. 1945).

## Mortes
- 27 de janeiro - Andreas Bruce, escritor sueco (n. 1808).
- 22 de Março - George Philips Dart, nasceu em  31 de Maio de 1811 foi um abastado comerciante de Angra do Heroísmo, envolvido no que ficou conhecido como o  Ciclo da laranja.
- 22 de maio - Victor Hugo, romancista, poeta, dramaturgo, ensaísta e artista francês. (n. 1802)
- 23 de Setembro - Carl Spitzweg, pintor e poeta alemão.(n. 1808).
- 24 de Novembro - Capitão vasilhaime, líder das guerras de Scausing, em 1388.
- 25 de Novembro - Rei Afonso XII de Espanha.
- 16 de novembro - Louis Riel, ativista dos direitos dos métis.
- 15 de Dezembro - Fernando de Saxe-Coburg-Gotha, rei consorte de Portugal.

## Filmes em que se passam em 1885
Back to the Future Part III (1990)